# Vassilievitchy
Vassilievitchy (en biélorusse : Васілевічы ; en łacinka : Vasilevičy, en russe : Василевичі) est une ville de la voblast de Homiel ou oblast de Gomel, en Biélorussie. Sa population s'élevait à 3 349 habitants en 2017.

## Géographie
Vassilievitchy est située au sud-ouest de la voblast, à 54 km à l'ouest de Retchytsa, le centre administratif du raïon, à 86 km de Gomel, la capitale de la voblast, et à 55 km de Mazyr, autre ville importante.

## Histoire
La première mention écrite de la ville remonte au XVIe siècle, époque à laquelle elle faisait partie de la voïvodie de Minsk, dans le grand-duché de Lituanie, uni avec la Pologne à l'intérieur de la république des Deux Nations. En 1793, le deuxième partage de la Pologne attribua la ville à l'Empire russe. L'ouverture de la ligne de chemin de fer Louninets – Gomel en 1878 accéléra son développement. En 1897, la ville, qui faisait partie de la zone de résidence obligatoire des sujets juifs de l'Empire russe, comptait une communauté juive de 229 personnes, soit 12 pour cent de la population totale.
Après la révolution de 1917, Vassilievitchy fit partie de l'oblast de Polésie de 1938 à 1954 et fut le centre du raïon de Vassilievitchy de 1938 à 1959, date à laquelle le raïon fut absorbé par le raïon de Retchytsa. Vassilievitchy accéda au statut de commune urbaine en 1954 et à celui de ville en 1971. Depuis, elle a beaucoup décliné, perdant la moitié de sa population.

## Population
Recensements (*) ou estimations de la population :
| 1857 | 1897* | 1959*  | 1970* | 1979* |
| ---- | ----- | ------ | ----- | ----- |
| 956  | 1 868 | 10 322 | 6 911 | 6 160 |

| 1989* | 2009* | 2015  | 2016  | 2017  |
| ----- | ----- | ----- | ----- | ----- |
| 5 372 | 3 923 | 3 450 | 3 353 | 3 349 |

## Économie
L'économie locale repose sur l'exploitation de mines de lignite.

## Transports
La ville est située à 7 km au nord de la route M20 Mozyr - Gomel et elle est un nœud ferroviaire entre les lignes qui se dirigent vers Kalinkavitchy, Gomel et Khoïniki.

## Personnalité
- Ioury Zakharanka (1952-1999?), né à Vassilievitchy, ministre de l'Intérieur biélorusse, opposant au président biélorusse Alexandre Loukachenko.
- Uladzimir Kazlou (1985-), né à Vassilievitchy, athlète biélorusse, spécialiste du lancer de javelot.